# Shilin (socken i Kina, Henan)
Shilin (kinesiska: 石林, 石林乡) är en socken i Kina. Den ligger i provinsen Henan, i den centrala delen av landet, omkring 140 kilometer nordost om provinshuvudstaden Zhengzhou.
Genomsnittlig årsnederbörd är 689 millimeter. Den regnigaste månaden är juli, med i genomsnitt 209 mm nederbörd, och den torraste är januari, med 3 mm nederbörd.